# Coroisânmărtin
Coroisânmărtin (Hongaars: Kóródszentmárton) is een comună in het district Mureș, Transsylvanië, Roemenië. Het is opgebouwd uit vier dorpen, namelijk:
- Coroi
- Coroisânmărtin (Hongaars: Kóródszentmárton)
- Odrihei (Hongaars: Vámosudvarhely)
- Şoimuş

In twee van de vier dorpen woont een aanzienlijke Hongaarse minderheid, in de hoofdkern was 47,3% Hongaarstalig, in het dorp Odrihely was dat 31,4%). In beide kernen zijn de plaatsnaamborden daarom tweetalig. Omdat de Hongaren ook ruim 23% van de totale bevolking van de gemeente vormen is er het recht om bij officiële contacten met de gemeente de Hongaarse taal te gebruiken.
Buurgemeenten zijn onder andere Suplac en Bălăușeri.